# استوارت بردی
استوارت بردی (انگلیسی: Stuart Bradie؛ زادهٔ ۲۷ اوت ۱۹۶۶) کارآفرین، بازرگان و مدیر ارشد اجرایی اسکاتلندی است، که در حال حاضر به‌عنوان مدیر عامل اجرایی کی‌بی‌آر فعالیت می‌کند. بردی دانش‌آموخته دانشگاه هریوت-وات اسکاتلند است، که از سال ۲۰۱۴ تاکنون مدیرعاملی کی‌بی‌آر را برعهده دارد.